# Léo Margarit
Léo Margarit es un baterista francés que vive actualmente en Suecia como miembro de la banda de rock/metal progresivo Pain of Salvation.

## Biografía
Nacido el 1 de noviembre de  1981 en el sur de Francia en el seno de una familia de músicos, Léo Margarit comenzó a tocar la batería a la edad de 5 años e ingresó a la escuela de música local a los 6 años de edad. Cuando tenía 14 años, se muda a Montpellier para estudiar en el  Conservatorio Nacional de Región donde obtiene diplomas de percusión clásica, de audioperceptiva y de cuarto de música. Mientras tanto, ha dado conciertos con la Orquesta Fillarmónica Nacional de Montpellier en Francia y en Europa. Más tarde, se une al grupo francés de metal extremo "Zubrowska" con quien realiza presentaciones en festivales europeos en el año 2007. En los finales de ese mismo año, Léo Margarit es nombrado oficialmente el nuevo baterista de la banda de metal progresivo Pain of Salvation oriunda de Suecia, país donde vive desde el año 2008 para formar parte permanente de dicho grupo. 
De acuerdo a su sitio web oficial, también realiza trabajos como sesionista, de grabación de batería y voz, mezcla de discos, producciones de video y fotografía. Además, se desempeña como profesor online y offline y brinda clínicas de batería.

## Discografía
2000: Jean-Pierre Llabador – El Bobo 
2002: L-batt y Amikisun – Ewaka
2003: Bernard Margarit – Notes de Voyages
2004: Christophe Roncalli – XY
2005: Guitariste.com – CD Concept
2007: Zubrowska – 61
2008: Tania Margarit – Elea
2008: Christophe Roncalli – Je vous laisse le reste
2008: Wardanz – Wardanz
2009: Pain of Salvation - Linoleum EP
2010: Pain of Salvation - Road Salt One
2011: For All We Know - For All We Know
2011: Pain of Salvation - Road Salt Two
2013: Sign - Hermd
2014: Pain of Salvation - Falling Home
2017: Pain of Salvation - In the Passing Light of Day
2017: For All We Know - Take Me Home
2020: Pain of Salvation - Panther
2024: For All We Know - By Design or by Disaster